# أنوا
الأنوا أو الجاموس القزم (الاسم العلمي: Bubalus quarlesi) ضرب من الجاموس يضم اثنين من الأنواع متوطنة في إندونيسيا: أنوا الجبل (Bubalus quarlesi) وأنوا الأراضي المنخفضة (Bubalus depressicornis). كلا النوعين يعيش في الغابات المطيرة، وتشبه في مظهرها الأيائل.